# 馬斯訥山
47°0′46″N 10°28′23″E / 47.01278°N 10.47306°E

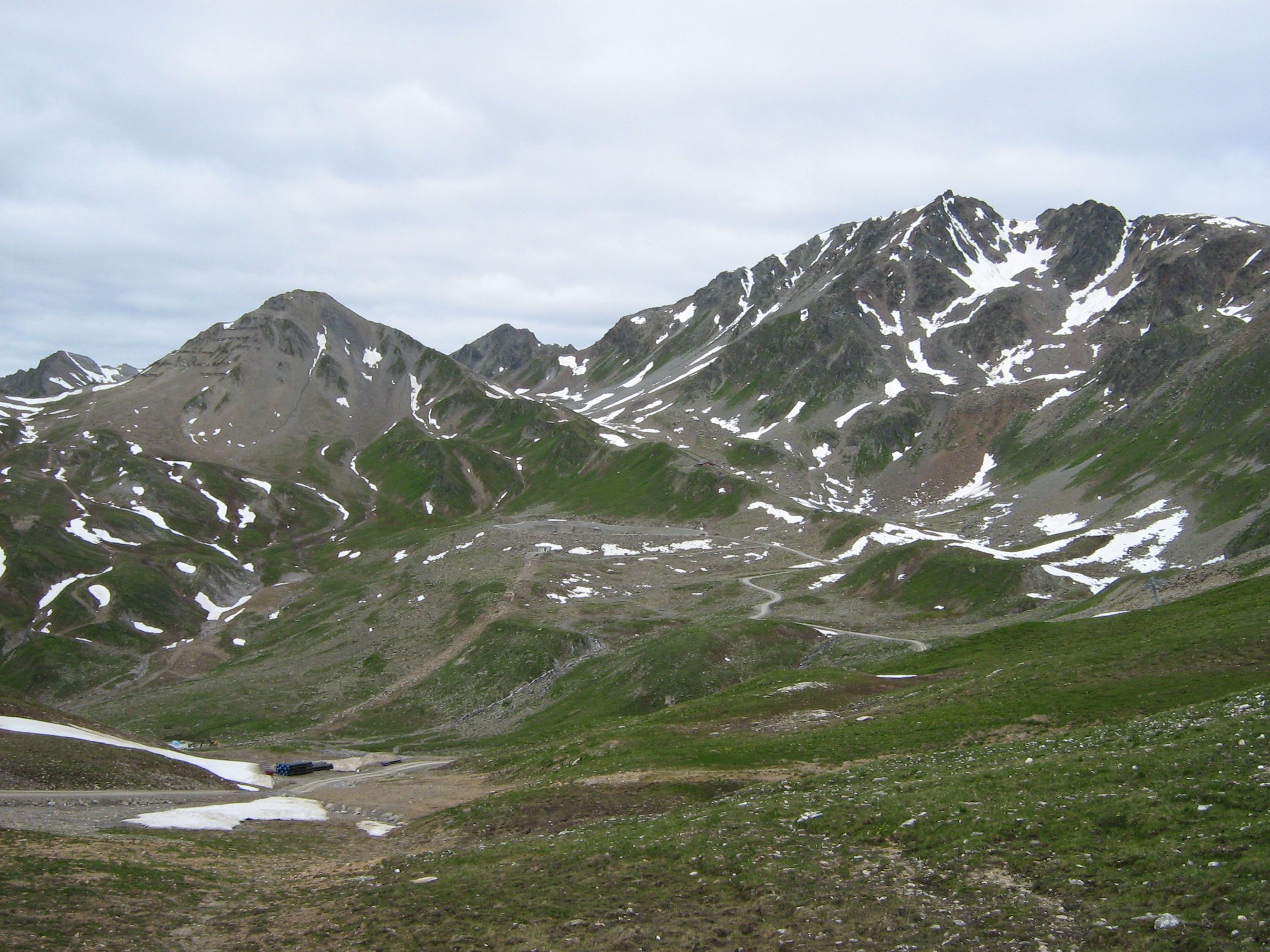

馬斯訥山（德語：Masnerkopf），是奧地利的山峰，位於該國西部，由蒂羅爾州負責管轄，屬於薩姆瑙恩阿爾卑斯山脈的一部分，距離海克森山0.6公里，海拔高度2,828米，每年平均降雨量1,357毫米。